# Famoxadone
Le Famoxadone est un fongicide systémique apparu en 1996 et développé par Du Pont de Nemours. Il fait partie de la famille des oxazolidinediones.
Il est utilisé pour contrôler un large spectre de mycètes. Il est particulièrement efficace contre le mildiou de la vigne, où son délai d'emploi avant récolte (DAR) est de 28 jours. On l'utilise rarement seul mais en association avec d'autres fongicides tels que le cuivre, cymoxanil, flusilazole, fosétyl-aluminium, mancozèbe.

## Phytopharmacovigilance
L'ANSES a publié en 2018 une fiche de phytopharmacovigilance dédiée à ce pesticide 